# Oper Köln

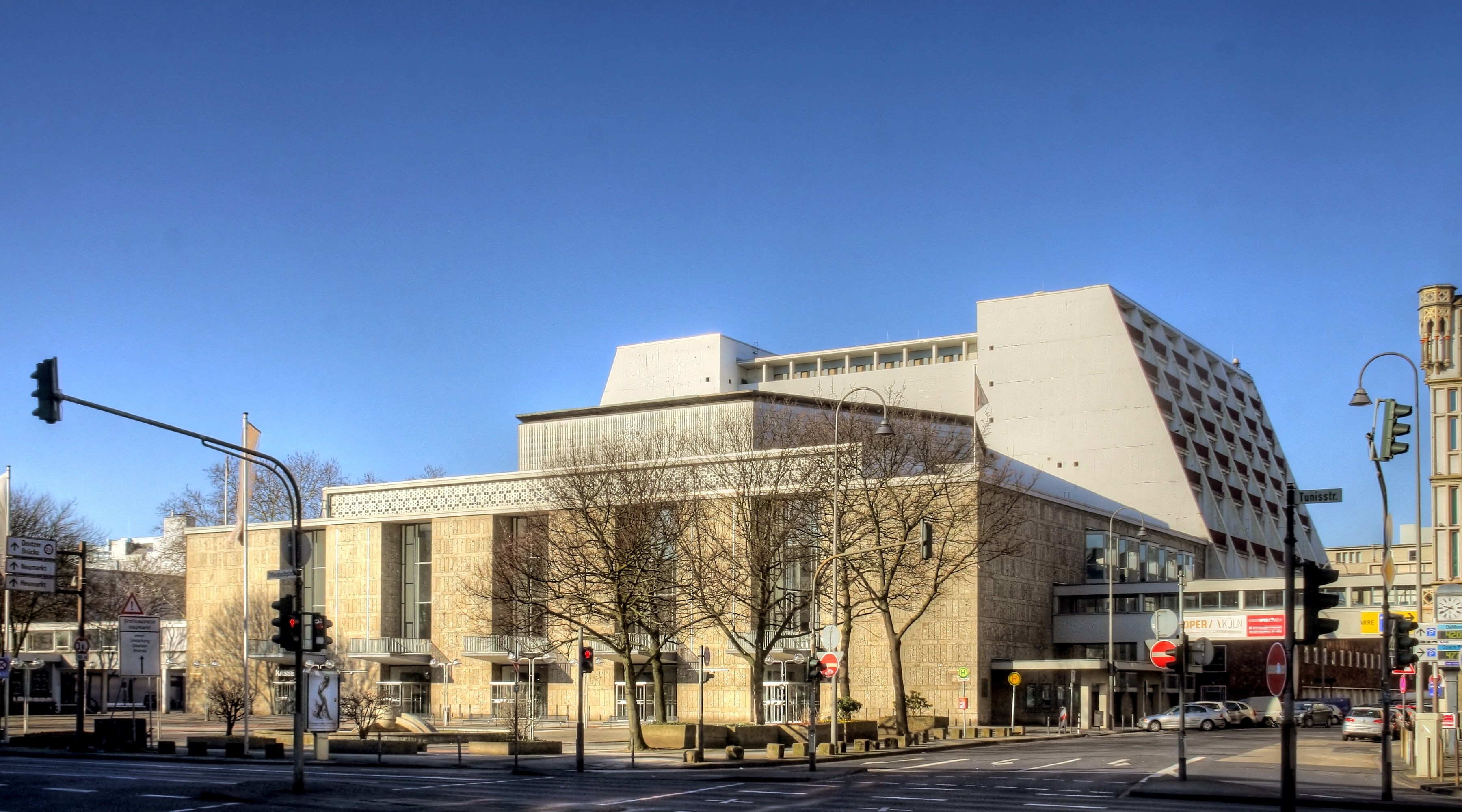
Das Kölner Opernhaus am Offenbachplatz (2010)

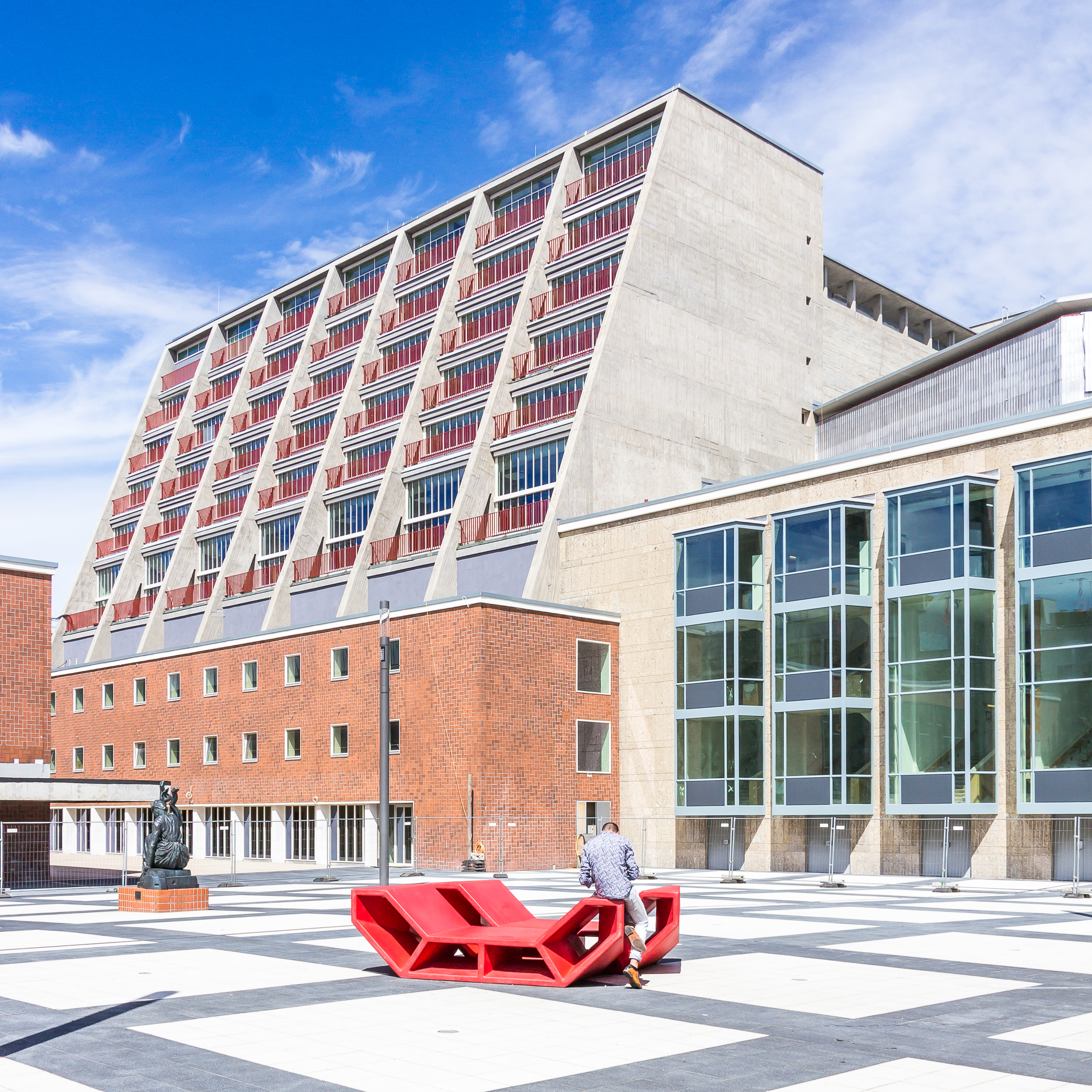
Oper Köln, Ansicht Kleiner Offenbachplatz. Die Außensanierung ist weitestgehend fertiggestellt, die originale Betonsichtigkeit der Werkstatttürme wiederhergestellt (2017).

Die Oper Köln ist das Opernhaus der Bühnen der Stadt Köln und befindet sich in der Kölner Innenstadt auf dem Offenbachplatz. Von 2012 bis 2015 wurden aufgrund der umfassenden Sanierung des Riphahn-Baus verschiedene Interimsquartiere wie der Musical Dome, das Palladium in Köln-Mülheim sowie die Trinitatiskirche bespielt. Seit 2015 nutzt die Oper Köln das Staatenhaus am Rheinpark in Köln-Deutz als Interimsspielstätte.
Die Sanierung der Kölner Oper ist eines der bislang teuersten Kulturprojekte in Deutschland. Im Januar 2022 überstiegen die erwarteten Kosten der Sanierung der Bühnen (dazu gehört auch das Schauspiel Köln) einschließlich der Kosten für Ausweichspielstätten und Finanzierung eine Milliarde Euro. Bis März 2025 erhöhten sie sich auf rund 1,5 Milliarden Euro.

## Geschichte der Oper

### Altes Opernhaus

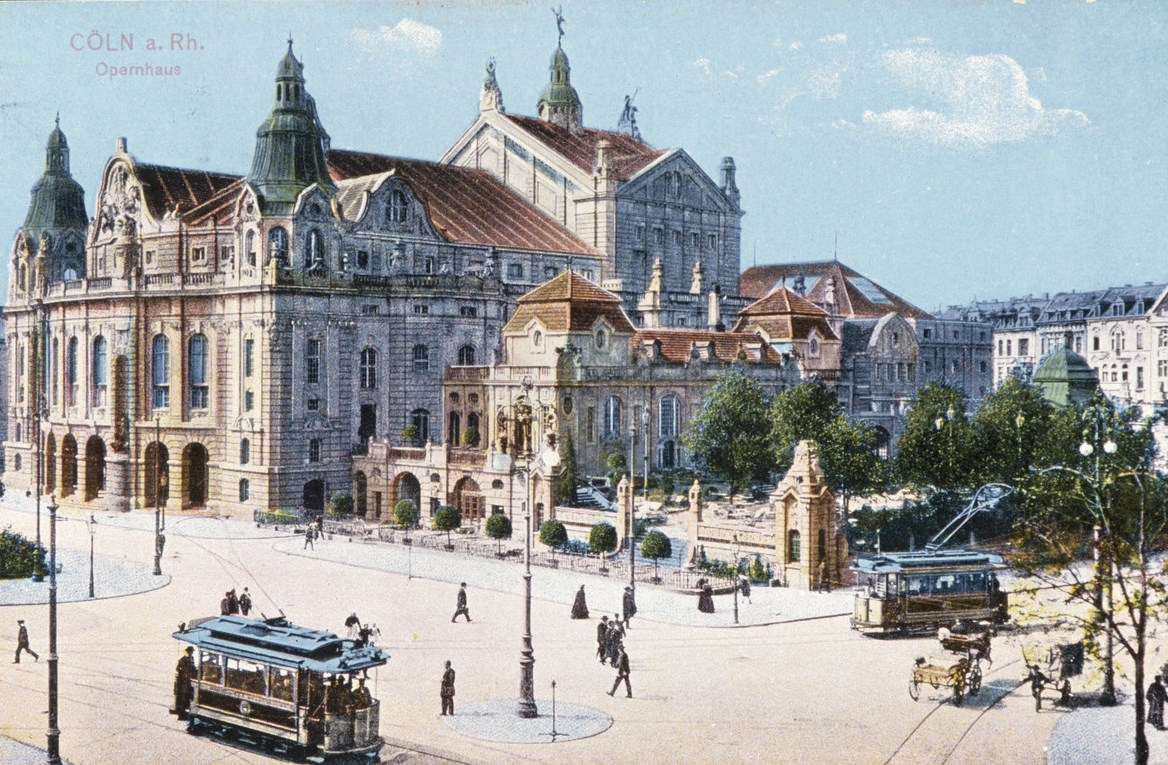
Das alte Opernhaus (um 1910)

Im Mai 1898 beschlossen die Stadtverordneten den Bau eines repräsentativen Opernhauses am Habsburgerring. Bis dahin teilten sich Oper, Operette und Schauspiel das nach einem Entwurf von Julius Raschdorff im Stil der Neorenaissance erbaute Stadttheater in der Glockengasse. Die Oper am Ring führte in der ersten Spielzeit auch noch Schauspiele auf, wurde dann aber ausschließlich als Opernhaus genutzt. Beide Häuser wurden als „Vereinigte Stadttheater“ gemeinsam geführt. Zunächst lag der Betrieb noch in den Händen eines Pächters; seit 1905 führte die Stadt das Theater auf eigene Rechnung.
Die erste Kölner Oper wurde zwischen 1900 und 1902 am Habsburgerring im Stil des Historismus nach den Plänen des Architekten Carl Moritz errichtet, der als Stadtbauinspektor in Köln tätig gewesen war, bevor er sich dort als freier Architekt etablierte. Moritz vermischte für das repräsentativ anzulegende Gebäude an der Kölner Ringstraße Formen aus Barock und Jugendstil. Der Bau wurde als gelungene Synthese „heiterer Festlichkeit“ gelobt. Mit seinen 1800 Sitzplätzen zählte es bei seiner Eröffnung am 6. September 1902 zu den größten Theatern Deutschlands.
Das fünf Geschosse hohe Gebäude war in hellen Farbtönen gehalten und mit allegorischem Figurenschmuck geziert. Die von Türmchen, Kuppeln und Giebeln geprägte Dachlandschaft wurde von einem Bronzegenius gekrönt. Für kurzweilige Entrüstung sorgte das Relief des knapp bekleideten Apoll im Mittelgiebel des Haupthauses. Dieses wurde bei einem Bombentreffer im August 1943 zerstört. Dem Bau angegliedert waren die Opernhausgaststätten nebst Garten, Musikpavillon und Springbrunnen.
Auch der gesamte Innenraum war reich mit figuralem und floralem Schmuck in Form von Fresken, Stuck und Schnitzkunst ausgestattet. Besonders gelobt wurden hierbei die Wandmalereien in der Wandelhalle von Sascha Schneider, dem Illustrator der Karl-May-Bücher. Schneider schuf für das Tonnengewölbe einen Zyklus, der die Geschichte der Menschheit darstellte und für die Wände Zyklen der Musikgeschichte und des Weltschriftentums. Die Gemälde wurden 1937/38 entfernt. Sie galten seitdem als verschollen. Private Forschungen haben ergeben, dass sie im Kölner Stadtmuseum archiviert sind. Die Gemälde sind öffentlich nicht zugänglich und in desolatem Zustand.
Das Deckengemälde von Robert Seuffert im Zuschauerraum stellte Prometheus dar, der den Menschen den göttlichen Funken überreicht. Unüblich für damalige Theaterbauten wurde das Deckengemälde nicht durch einen Lüster durchbrochen. Vielmehr waren in den einfassenden Stuckelementen Beleuchtungskörper integriert. Als Grund wurde genannt, dass man in der Bürgerstadt Köln den preiswerten Plätzen der Galerie, dem „Hahnenbalken“, nicht die Sicht verschlechtern wolle. Dieser soziale Gedanke fand jedoch kein Pendant im Foyer, das nach Klassen getrennt war.
Die technische Ausstattung wurde vom Ingenieurbüro Albert Rosenberg übernommen, das sich überwiegend auf Theaterbauten spezialisiert hatte, und war auf dem Höhepunkt ihrer Zeit. Kölner Aufführungen galten bis in die 1920er Jahre häufig als mustergültig. So wurde Der Fliegende Holländer mit Wolken-, Dampf- und Wellenmaschinerie als der Aufführung in Bayreuth weit überlegen bewertet. Auch die Personal- und Künstlerräume waren optimal ausgestattet.
Besonders gelobt wurde die vorzügliche Akustik des Hauses. Die alte Kölner Oper wurde zum Sprungbrett bedeutender Sänger wie Peter Anders und Claire Dux oder des Dirigenten Otto Klemperer. Viele Künstler blieben dem Hause über Jahrzehnte treu, so beispielsweise die Primadonna Elsa Oehme-Förster, die bereits als Kind an der Metropolitan Opera unter anderem in der Oper Königskinder von Engelbert Humperdinck gesungen hatte. Bis zum Ausbruch des Ersten Weltkriegs wurden regelmäßig Festspiele in der Kölner Oper abgehalten, bei denen unter anderem Richard Strauss dirigierte.
In der Zeit des Nationalsozialismus wurden die als „entartet“ geltenden Jugendstil-Elemente des Baus innen und außen weitgehend entfernt. Das Deckengemälde im Zuschauerraum blieb erhalten und wurde von Seuffert persönlich aufgefrischt und erweitert.
Die Kölner Oper galt für kurze Zeit als kleine „Fluchtburg“ für Künstler. Noch nach der Machtergreifung gab es zwar Festvorstellungen für das „Jüdische Handwerk“, und als die Deutschamerikanerin Elsa Oehme-Förster entlassen werden sollte, regte sich ein derartiger Proteststurm, dass die Kündigung zurückgezogen wurde.
Mit der Berufung des bekennenden Nationalsozialisten Alexander Spring zum Intendanten sollte Köln ein Bayreuth am Rhein werden. Bei Festspiele wurden überwiegend Wagneropern aufgeführt. Zum „Führer-Geburtstag“ 1940 ließ Spring eine Hitler-Huldigungsoper uraufführen: „Alexander in Olympia“ von Marc-André Souchay.
Das Opernhaus wurde am 6. September 1902 mit dem dritten Akt aus Richard Wagners Oper Die Meistersinger von Nürnberg eröffnet und 1943 bei einem Luftangriff beschädigt. Trotz Wiederaufbauplänen wurde der Bau, der nach dem Krieg als Probebühne, Standesamt und Verwaltungsbau gedient hatte, 1958 abgerissen. Die Ziegel wurden für den Neubau der im Krieg zerstörten Kirche St. Alban im Kölner Stadtgarten genutzt. Der Verbleib der Schmuckelemente ist nicht bekannt. Fotos aus den 1950er Jahren belegen den wiederaufbauwürdigen Zustand des Hauses. So erkennt man sowohl die schmiedeeisernen Geländer des Haupttreppenhauses als auch fein ausgearbeitete Steinmetzarbeiten, die den Krieg überdauert hatten. An die renommierte Stelle des Opernhauses wurde ein mit einer Glasfassade verkleidetes Bürohaus für das Bundesverwaltungsamt gesetzt. Dieses Gebäude dient seit den 1980er Jahren als Hotel. Im Hotelgarten erinnert seit 1990 eine Gedenkplatte an das alte Opernhaus.

### Neue Oper

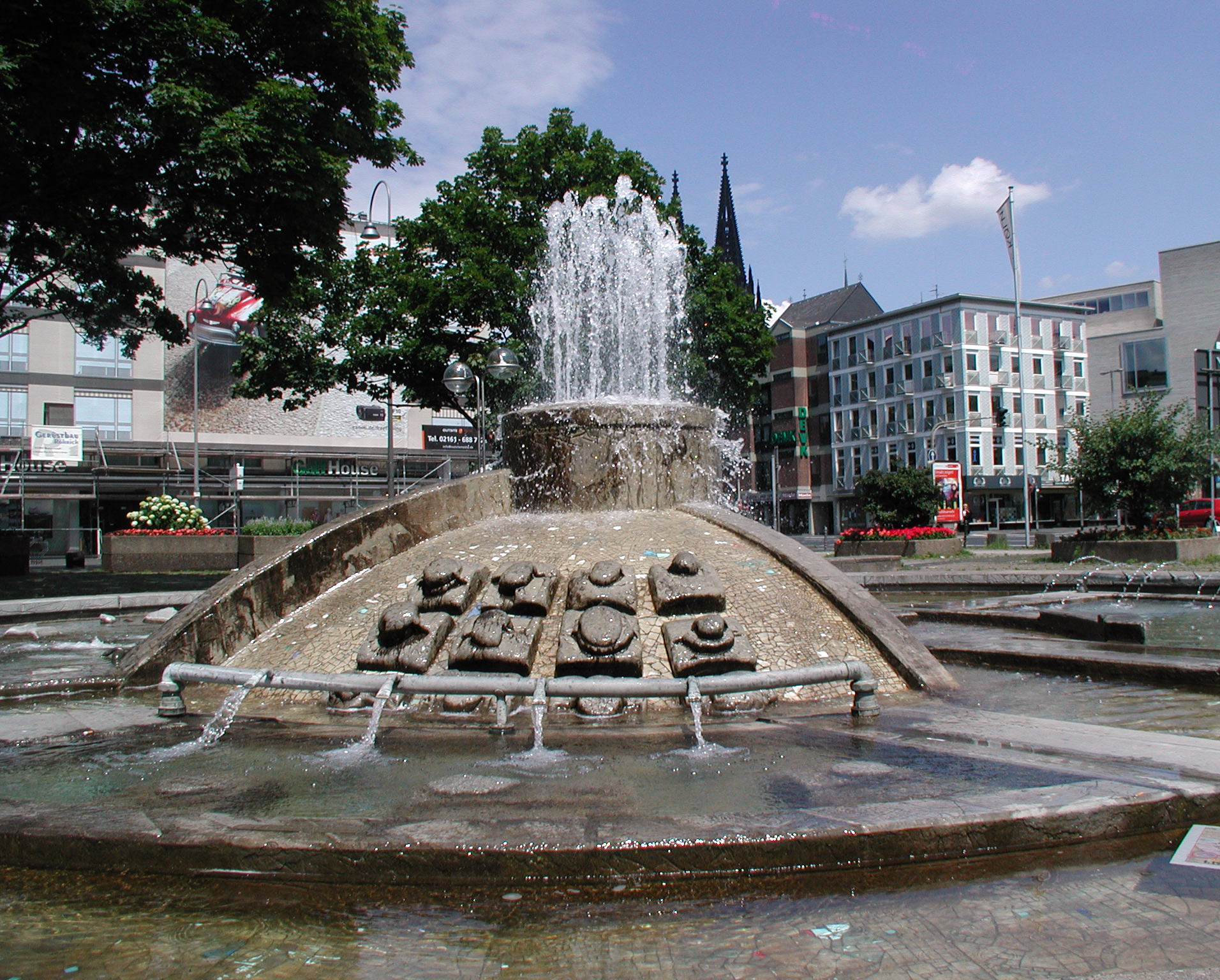
Mosaikbrunnen am Offenbachplatz (2008)

Da die Baupläne für eine neue Kölner Oper vom Architekten Wilhelm Riphahn 1954 bereits fertiggestellt waren, musste ein neuer Standort für das Opernhaus gefunden werden; die alte Oper wurde 1958 abgerissen. Die Stadt Köln entschied sich für das Trümmergrundstück des ehemaligen Stadttheaters und der Synagoge am Offenbachplatz, das sie 1943 erworben hatte. Dazu wurde der Offenbachplatz (benannt nach Jacques Offenbach) auf der Hauptseite neu angelegt. Die Oper war ein Bekenntnis zur Moderne und sollte daher insbesondere dem „zeitgenössischen Musiktheater“ ein Inbegriff und Forum sein. Der Bau wurde auch „Indisches Grabmal“ oder „Grabmal des gescheiterten Intendanten“ genannt. Am 4. Juni 1955 fand die Grundsteinlegung für die neue Oper am Offenbachplatz statt.
Das neue Opernhaus weist keine umlaufenden Ränge im Zuschauerraum auf. Vielmehr ragen höhenmäßig versetzt Balkons in das Auditorium und gewähren einen frontalen Blick auf die Bühne. Am 18. Mai 1957 wurde die neue Oper Köln in Anwesenheit von Konrad Adenauer als Großes Haus für Oper und Schauspiel eingeweiht. Die erste Premiere im neuen Haus war Carl Maria von Webers Oper Oberon. Das Gebäude wurde bei der Eröffnung von der Presse als „schönster Theaterbau“ Deutschlands gerühmt. Der Münchner Merkur bemerkte, dass die Akustik im Hause nicht optimal sei und dass es in der Bevölkerung „lange Gesichter“ gegeben habe, da viele ihr altes Opernhaus vermissen würden. Das langjährige Ensemblemitglied Klaus Bruch war der erste Sänger, der auf der Bühne – noch vor den ersten Proben – einen Ton sang und bemerkte: „Die Akustik ist zu trocken.“
Seit der Einweihung der Oper fanden viele wichtige Uraufführungen in der Kölner Oper statt, wie z. B. Die Soldaten von Bernd Alois Zimmermann im Jahre 1965 oder kurz nach der Eröffnung Wolfgang Fortners Bluthochzeit. Zuletzt war hier die Uraufführung von Péter Eötvös’ Oper Love and Other Demons zu erleben (2010). Im Juli 1957 gastierte die Mailänder Scala in Köln, und Maria Callas stand als Sonnambula auf der Bühne.
Das internationale Opernstudio in Köln wurde 1961 gegründet und ist das älteste Opernstudio im deutschsprachigen Raum. Es wurde unter anderem ab 1978 von dem Kapellmeister und Busoni-Biografen Antony Beaumont, der auch das studio-orchester köln gründete, geleitet. Sieben hochtalentierte Nachwuchssänger erhalten hier die Möglichkeit, unter professionellen Bedingungen neben erfahrenen Bühnenprofis der Oper Köln sowohl in der Kinderoper als auch auf der Hauptbühne solistisch aufzutreten. Das Opernstudio hat bereits zahlreiche große Sängerinnen und Sänger hervorgebracht, unter anderem Anne Schwanewilms.
Die Ausgestaltung des Offenbachplatzes mit dem denkmalgeschützten Mosaikbrunnen wurde vom Kölner Maler und Bildhauer Jürgen Hans Grümmer entworfen; der Brunnen wurde am 21. Dezember 1966 eingeweiht. Gelegt wurden die Mosaikelemente bei der Berliner Traditionswerkstatt Puhl & Wagner, die dem Kölner Künstler Grümmer Mosaikfragmente aus der Kaiser-Wilhelm-Gedächtniskirche (Apostelkopf) und aus dem Bad der Luxusjacht „Christina“ des griechischen Reeders Aristoteles Onassis zur Verfügung stellte.
Im Jahr 2006 bezeichnete der Architekt und Pritzker-Preisträger Peter Zumthor den Riephahn-Bau der Oper Köln öffentlich als „das komische weiße Schiff“, würdigte aber auch die festliche Anmutung des Gebäudes, die „Intimität“ des Zuschauerraums und die Identität stiftende Wirkung für das Kölner Stadtbild.

### Kinderoper

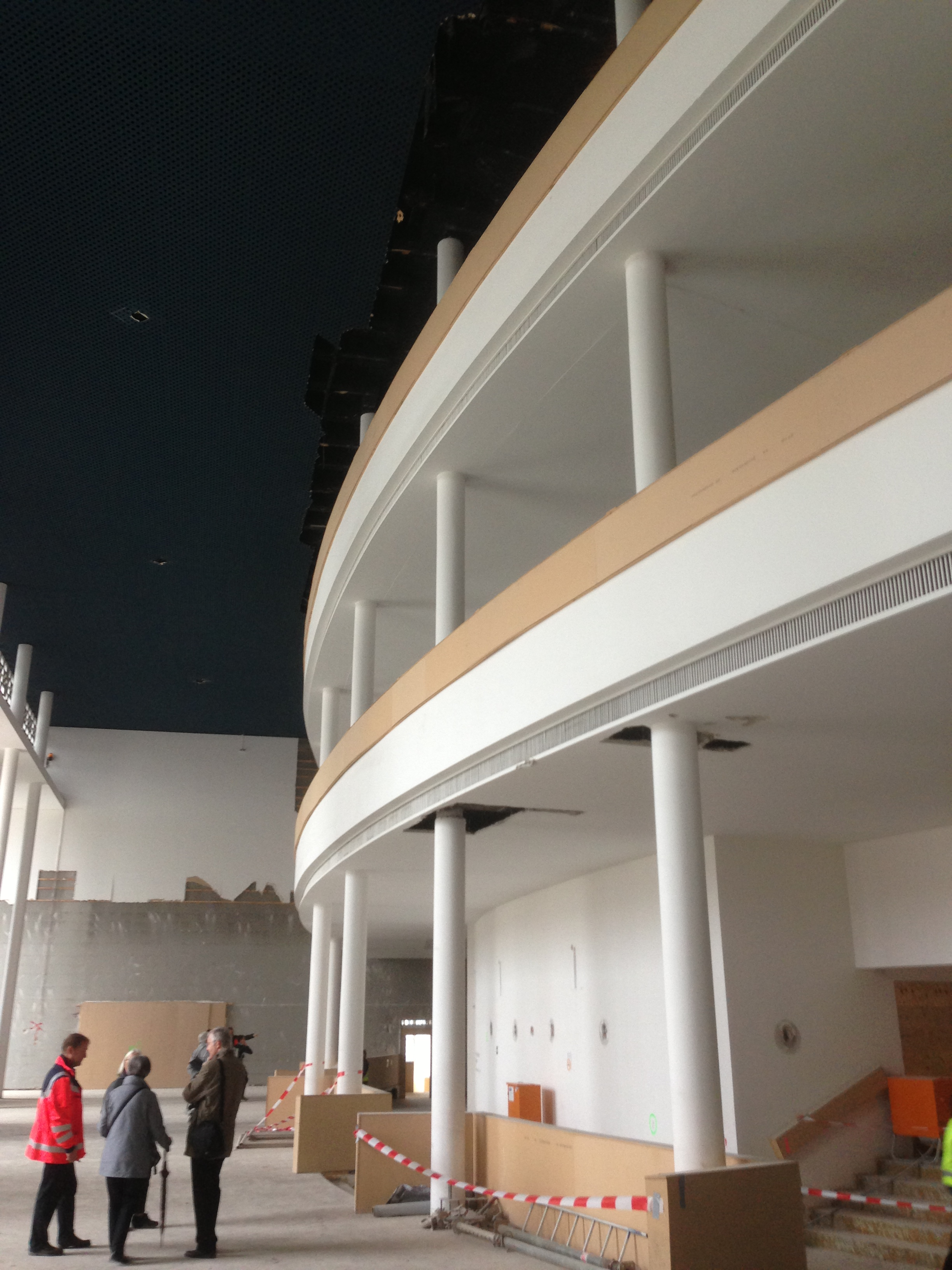
Die Oper im Jahr 2013 während der Sanierungsarbeiten

Die Kinderoper ist Teil der Oper der Stadt Köln und wurde 1996 als erste Kinderoper Europas begründet. Als Domizil diente von 1996 bis 2008 die sogenannte Yakult-Halle im Foyer des Opernhauses. Von 2009 bis 2015 diente das Alte Pfandhaus in der Kölner Südstadt als Spielstätte. Bedingt durch die Sanierung des Opernhauses befindet sich die Kinderoper Köln derzeit in ihrer Interimsspielstätte in Saal 3 des StaatenHauses am Rheinpark in Köln-Deutz. Nach Abschluss der Sanierungsmaßnahmen am Offenbachplatz erhält die Kinderoper dort eine eigene Spielstätte. Musikalischer Leiter der Kinderoper ist Rainer Mühlbach, die Leiterin der Kinderoper ist Brigitta Gillessen, und die Schirmherrschaft hat Ralph Caspers inne. Die Bandbreite der Produktionen reicht von Märchenopern über Barockopern, Werken der Klassik und Romantik bis zu zeitgenössischen Stücken und Uraufführungen. Die Vorstellungen können – je nach Stück und Inszenierung – von Kindern im Vorschulalter, Grundschulkindern, Klassen weiterführender Schulen sowie von Familien besucht werden. Für Kinder ab 3 Jahren gibt es mobile Kinderopernproduktionen, die in Kindergärten und Kitas aufgeführt werden.
Über 46 Neuproduktionen sowie zahlreiche Wiederaufnahmen stellte die Kinderoper seit ihrer Gründung auf die Bühne. Die Oper Köln bringt als erstes Opernhaus eine Fassung des gesamten Opernzyklus Der Ring des Nibelungen speziell für Kinder heraus. Alle vier Ring-Opern werden in vier Spielzeiten auf die Bühne gebracht: Das Rheingold (Spielzeit 2017/18), Die Walküre (Spielzeit 2018/19), Siegfried (Spielzeit 2019/20) und Götterdämmerung (Spielzeit 2020/21). Für dieses groß angelegte Vorhaben hat die Oper Köln eigene Fassungen in Auftrag gegeben: Stefan Behrisch, Komponist und Professor für Arrangement (in Berlin, später Dresden), ist für das Arrangement verantwortlich. Die jeweils ungefähr einstündigen Opernfassungen werden vom Leitungsteam der Kinderoper, Rainer Mühlbach und Brigitta Gillessen, erstellt. In der Spielzeit 2021/22 wurde der Opernzyklus anlässlich des 25-jährigen Jubiläums der Kinderoper mehrmals komplett aufgeführt.
In den Produktionen der Kinderoper Köln werden die Gesangspartien von den Mitgliedern des Internationalen Opernstudios der Oper Köln interpretiert und durch Ensemblemitglieder und Gäste ergänzt. Das Gürzenich-Orchester Köln begleitete die Kinderopern-Aufführungen von Beginn an.
Die Kinderoper Köln ist seit 2018 UNICEF Pate Köln und kooperiert als erste Institution überhaupt mit UNICEF, um auf die Rechte von Kindern nach der UN-Kinderrechtskonvention aufmerksam zu machen.

### Sanierung und Umbau seit 2012

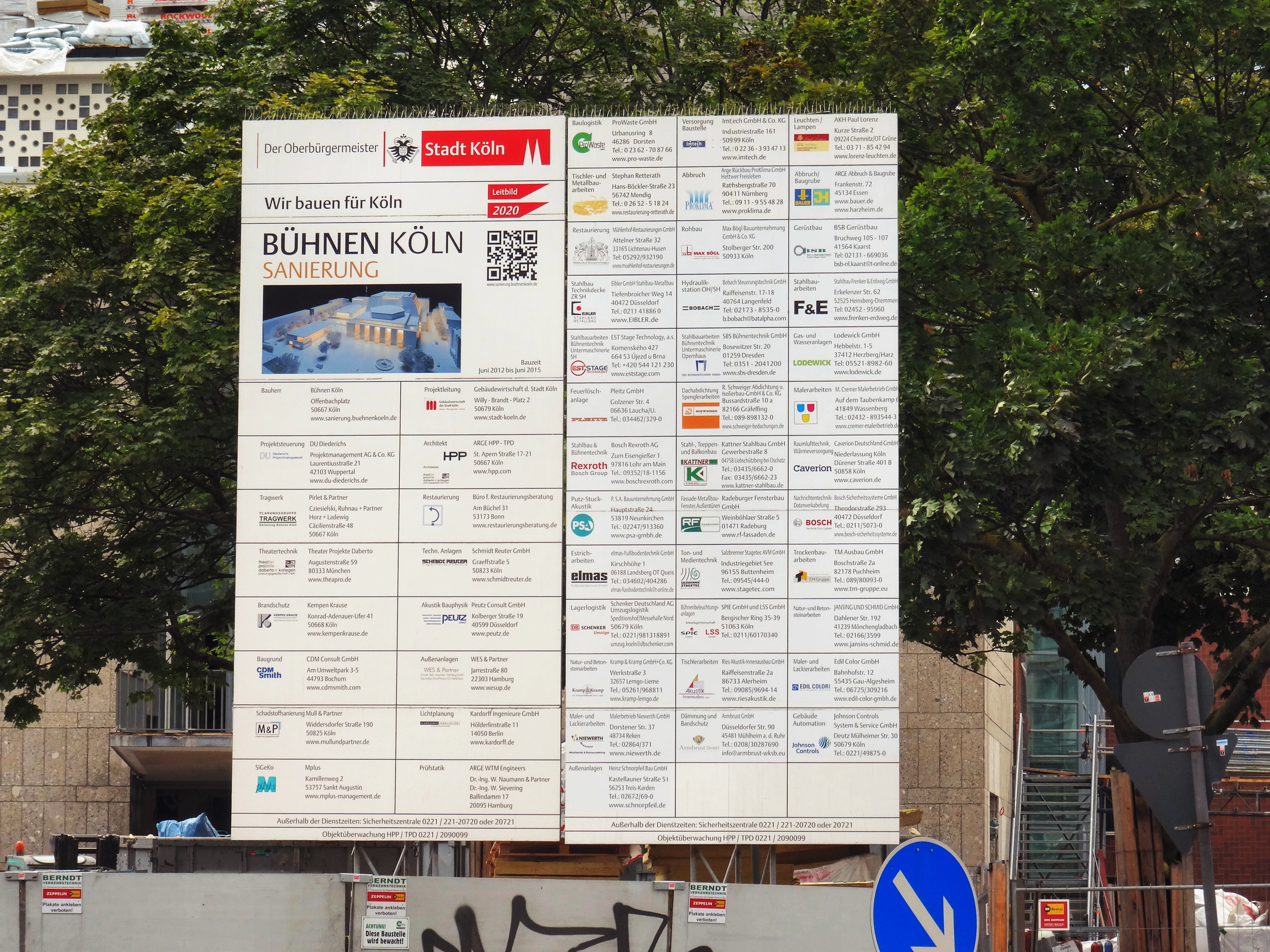
Das Bauschild zum Umbau der Kölner Oper nennt den gesetzmäßig verantwortlichen Bauleiter (2015)

Nach der letzten Aufführung Die Meistersinger von Nürnberg begannen im Juni 2012 die umfangreichen Sanierungsarbeiten. Das unter Denkmalschutz stehende Opernhaus wird nach Entwürfen der Architektenbüros HPP Köln und Theater Projekte Daberto + Kollegen München umfassend saniert und renoviert. Strom- und Klimaanlagen sollte das Unternehmen Imtech einbauen, das jedoch im August 2015 insolvent wurde. Über den Fortschritt der Arbeiten informierte eine im Oktober 2012 errichtete „Infobox Sanierung“. Zu Beginn der Sanierung war die Hauptspielstätte die „Oper am Dom“ im Musical Dome. Ausgewählte Stücke wurden unter anderem im Palladium an der Schanzenstraße in Köln-Mülheim sowie im Oberlandesgericht Köln und der Trinitatiskirche aufgeführt.
Die Wiedereröffnung der Oper war für November 2015 mit einer Neuinszenierung von Hector Berlioz Benvenuto Cellini geplant. Im Juli 2015 gab die Stadt Köln bekannt, dass die für November 2015 geplante Wiedereröffnung von Oper und Schauspielhaus verschoben werden müsse. Zudem habe es Streit um finanzielle Nachforderungen von Imtech gegeben. Da die Verträge mit den Ausweichspielstätten zu diesem Zeitpunkt bereits gekündigt waren, blieb vorübergehend unklar, wo und in welchem Rahmen der Spielbetrieb fortgeführt werden konnte. Zunächst wurde mit der Wiedereröffnung von Oper und Schauspielhaus im Herbst 2016 gerechnet. Oberbürgermeisterin Henriette Reker teilte im November 2015 mit, dass die Oper auch in der Spielzeit 2017/2018 nicht zur Verfügung stehe. Seit 2015 nutzt die Oper Köln das Staatenhaus am Rheinpark in Köln-Deutz als Interimsspielstätte, was jährlich zu zusätzlichen Millionenkosten führt.
Die ursprünglich mit 253 Millionen Euro veranschlagte Sanierung hat mehrfach ihren Kostenrahmen gesprengt. Im März 2016 erhöhte der Rat der Stadt Köln das genehmigte Budget auf 347,8 Millionen Euro, im August 2016 waren die Kosten auf 349 Millionen gestiegen. Im Juli 2017 wurden bei einer Pressekonferenz die Sanierungskosten mit bis zu 570 Millionen beziffert und als Fertigstellungstermin Ende 2022 genannt. Im November 2019 wurden die Baukosten bis zur Fertigstellung auf 841 Millionen Euro geschätzt (die Baukosten für die Elbphilharmonie betrugen 866 Millionen Euro). 
Die Hauptprobleme liegen bei der Installation der Haustechnik, die nicht richtig geplant wurde und deshalb unkoordiniert verlief. Bereits 2017 war beschlossen worden, die bereits installierte Haustechnik zurückzubauen und die gesamte Elektroversorgung, Brandschutz und Lüftung neu einzubauen. Es kam deshalb zu einem zeitweisen Baustopp und einer Neuplanung. Im Januar 2022 stiegen die erwarteten Gesamtkosten der Sanierung inklusive Kosten für Ausweichspielstätten und Finanzierung auf über eine Milliarde Euro. Als Datum für die Fertigstellung wurde im September 2022 der 22. März 2024 bekanntgegeben.
Aufgrund verzögerten Baufortschritts findet auch die Spielzeit 2024/25 wie bislang im Interim statt. Am 3. Mai 2024 sagte die Stadt die für den 28. Juni 2024 geplante Wiedereröffnung ab und kündigte an, den mangelhaften Baufortschritt zu analysieren und einen neuen Termin- und Kostenplan vorzulegen. Dieser wurde am 29. August 2024 vorgelegt. Demnach verzögert sich die Fertigstellung um weitere ein- bis eineinhalb Jahre und sollte bis zu 90 Millionen Euro teurer werden, womit die Gesamtkosten auf knapp 1,3 Milliarden Euro steigen würden. 
Der nun genannte Terminkorridor für die bauliche Vollendung war das zweite Halbjahr 2025, eine Konkretisierung soll Anfang 2025 erfolgen. Wann die vier Häuser in der Oper wiedereröffnen können, bleibt weiter offen, da es noch keine Angaben zur zwischen Bauende und Spielbeginn nötigen Zeit für die Inbetriebnahme gibt. Ende August 2024 erklärte Kulturdezernent Stefan Charles, dass auch für die Spielzeit 2025/2026 noch mit der Interimsspielstätte geplant werde. Die weiter gestiegenen Gesamtkosten wurden im März 2025 mit 1,5 Milliarden Euro beziffert.
Als Hauptursache des baulichen wie finanziellen Desasters wurde neben den Planungsmängeln bezüglich der Haustechnik auch Chaos bei der Verantwortlichkeit ausgemacht. Die Bauleitung strebe an, die Geschwindigkeit der Bauarbeiten zu steigern und die Kommunikationswege zu kürzen. Die Zahl der auf der Baustelle Arbeitenden solle von 170 auf 300 bis 350 gesteigert werden.

## Profil
Die Kölner Oper umfasst 1346 Plätze und zählt damit zu den „großen Häusern“. Im Vergleich dazu umfasste die Interimspielstätte Oper am Dom 1660 Plätze. In der Spielzeit 2016/17 organisierte die Oper 220 Aufführungen mit insgesamt 106.094 Besuchern. Das entsprach einer Auslastung von 82,1 Prozent. Die Oper gehört den Bühnen der Stadt Köln an, zu denen auch das Schauspiel Köln und weitere Häuser zählen.
Der künstlerische Anspruch des Hauses wurde durch Michael Hampe geprägt, der von 1975 bis 1995 als Intendant und Regisseur an der Kölner Oper tätig war.
Von 2000 bis 2008 war Christoph Dammann Operndirektor und Intendant der Kölner Oper. Während seiner Intendanz stieg die Auslastung der Kölner Oper kontinuierlich von 65 % auf 80 %, die Einnahmen stiegen um 20 %. Er brachte viele Uraufführungen heraus und produzierte außerdem Wagners Ring des Nibelungen mit dem Regisseur Robert Carsen. Operngeschichte schrieb die Kölner Oper mit der mehrfachen Aufführung des Ringes an einem Wochenende.
Von der Spielzeit 2009/2010 bis Juni 2012 war Uwe Eric Laufenberg Intendant der Kölner Oper, der geschäftsführende Direktor war Patrick Wasserbauer. Die bis dahin stellvertretende Intendantin Birgit Meyer wurde im August 2012 zur Opernintendantin berufen. 2021 erklärte die Stadt, den Vertrag mit Meyer nicht verlängern zu wollen, und Hein Mulders wurde als Intendant ab der Spielzeit 2022/23 bestätigt.

## Gastspiele
2010 hat die Oper ein Gastspiel in China gegeben. Zweimal in Folge wurde im September in Shanghai Der Ring des Nibelungen auf der Expo 2010 in der Inszenierung von Robert Carsen aufgeführt, ein Höhepunkt des deutschen Pavillons. In Peking wurde im neuen National Centre for the Performing Arts an drei Abenden Mozarts Don Giovanni in der Inszenierung von Uwe Eric Laufenberg aufgeführt.
2011 lud Mulla Bakh-tiyar die Oper Köln mit Laufenbergs Inszenierung der Entführung aus dem Serail nach Sulaymaniah im Irak ein.
Zu Beginn des Jahres 2015 reisten Musiker der Oper Köln und des Gürzenich-Orchesters Köln in den Oman, wo im Rahmen eines Gastspiels am Royal Opera House Muscat drei Vorstellungen des Musicals My Fair Lady unter der Regie von Dietrich Hilsdorf aufgeführt wurden.
Im Frühjahr 2022 war die Kinderoper Köln mit dem „Ring des Nibelungen für Jung und Alt“ in Südkorea zu Gast.

## Auszeichnungen
2012 wurde die Kölner Oper von der Fachzeitschrift Opernwelt und ihrer jährlichen Umfrage unter 50 internationalen Opernkritikern zum Opernhaus des Jahres gewählt. Damit werden die Leistungen unter dem Intendanten Uwe Eric Laufenberg gewürdigt. Zugleich erhielt die Oper die Auszeichnung Ärgernis des Jahres aufgrund der kulturpolitischen Querelen um die Geschäftsführung und den Etat des Hauses, die den künstlerischen Erfolg des Hauses überschatteten. 2013 wurde die Oper Köln in der Kritikerumfrage der Welt am Sonntag zur besten Oper Nordrhein-Westfalens gekürt. 2019 wurde der theaterpädagogischen Abteilung der Oper Köln der OPER! AWARD für das Beste Education Programm verliehen. 2020 erhielt der Chor der Oper Köln, seit 2018.19 geleitet von Rustam Samedov, den OPER! AWARD in der Kategorie „Bester Chor“.

## Förderverein
Die Oper wird finanziell und ideell unterstützt durch den Freunde der Kölner Oper e. V. Der Verein gewährt Zuschüsse zu Neuproduktionen, Künstlergagen und technischer Ausstattung. Ferner unterstützen sie die 1996 gegründete Kinderoper, die von UNICEF als Pate anerkannt ist. Gefördert werden unter anderem junge Sänger des Internationalen Opernstudios. Neben der Förderung einzelner Projekte unterstützen die Mitglieder des Kuratoriums die Kölner Oper bei langfristigen strategischen Planungen und der Entwicklung von Zukunftsvisionen.

## Intendanten
- Fritz Rèmond (1911–1928)
- Max Hofmüller (1928–1933)
- Alexander Spring (1933–1945)
- Herbert Maisch (1947–1959)
- Oscar Fritz Schuh (1959–?)
- Arno Assmann (1964–1968)
- Claus Helmut Drese (1968–1975)
- Michael Hampe (1975–1995)
- Günter Krämer (1995–2002)
- Christoph Dammann (2000–2008)[45]
- Uwe Eric Laufenberg (2009–2012)[46]
- Birgit Meyer (2012–2022)[31]
- Hein Mulders, seit 1. September 2022

## Chefdirigenten
- Otto Lohse (1904–1911)
- Gustav Brecher (1911–1916)
- Otto Klemperer (seit 1917 Kapellmeister; 1922–1924 GMD)
- Eugen Szenkar (1924–1933)
- Fritz Zaun (1929–1939)
- Karl Dammer (1939–1943 GMD)
- Günter Wand (1946–1974 GMD)
- Richard Kraus (1948–1955 Chefdirigent)
- Otto Ackermann (1954–1958)
- Siegfried Köhler (1957–1964)
- Wolfgang Sawallisch (1959–1964 Musikdirektor)
- István Kertész (1964–1973)
- John Pritchard (1978–1989 GMD)
- James Conlon (1990–2003 GMD)
- Markus Stenz (2002–2014 GMD)
- François-Xavier Roth (2015–2024 GMD)[47][48][49]

Am 30. März 2023 wurde Andrés Orozco-Estrada als neuer Generalmusikdirektor vorgestellt, der ab der Spielzeit 2025/26 sein Amt offiziell antreten soll.

## Uraufführungen
Uraufführungen spielten in der Geschichte der Kölner Oper eine große Rolle. So erfolgten beispielsweise in der alten Oper am Habsburgerring die Uraufführungen von Erich Wolfgang Korngolds Die tote Stadt (1920), Alexander von Zemlinskys Der Zwerg (1922) und Béla Bartóks Tanzpantomime Der wunderbare Mandarin (1926) sowie im neuen Haus am Offenbachplatz die Uraufführungen von Wolfgang Fortners Bluthochzeit (1957) und Bernd Alois Zimmermanns Die Soldaten (1965).
Ab 1975 fanden folgende Uraufführungen statt:
- Kagels Musiktheater, Mauricio Kagel
- Camera Obscura
- Das Gauklermärchen, Gerhard Konzelmann
- Omphale (Neufassung), Siegfried Matthus
- Glanz und Tod Joaquin Murieta, Jens-Peter Ostendorf
- Die Geschichte der Pfeile, Manfred Trojahn
- The Players, Juraj Beneš
- Limonen aus Sizilien, Manfred Trojahn
- Der Held der westlichen Welt, Jan Müller-Wieland
- Gala Gala, Marc-Aurel Floros
- Rotter, Torsten Rasch
- Musik, Michael Langemann
- SONNTAG aus LICHT, Karlheinz Stockhausen
- Solaris, Detlev Glanert
- Tree of Codes, Liza Lim
- Schnittstellen (I) 2018
- Schnittstellen (II) 2021
  - perdü, Genoel von Lilienstern, Maren Kames, Sandra Schlipköter
  - The Ends, Andreas Eduardo Frank, Katarzyna Fetlinska, Micha Jönke
  - Pepita Lunarium, Matej Bonin, Anne-Kathrin Heier, René Kersting, Fabian Altenried

- La bête dans la jungle, Arnaud Petit
- The Strangers, Frank Pesci
- INES, Ondřej Adámek

## Ensemble
- Adriana Bastidas-Gamboa
- Kathrin Zukowski
- Emily Hindrichs
- Maike Raschke (Ensemble Kinderoper)
- Regina Richter
- Claudia Rohrbach
- KS Dalia Schaechter
- Young Woo Kim
- Insik Choi
- Wolfgang Stefan Schwaiger
- John Heuzenroeder
- Martin Koch
- Karl-Heinz Lehner
- Lucas Singer
- KS Miljenko Turk
- Giulia Montanari
- Christoph Seidl